# Ancylolomia disparalis
Ancylolomia disparalis là một loài bướm đêm trong họ Crambidae.